# Dálniční křižovatka Kaiserslautern
Autobahndreieck Kaiserslautern (zkráceně též Dreieck Kaiserslautern; zkratka AD Kaiserslautern) je křižovatka dvou německých dálnic, nacházející se ve spolkové zemi Porýní-Falc u města Kaiserslautern. Kříží se zde dálnice A 6 s dálnici A 63.

## Poloha
Dálniční křižovatka se nachází na území města Kaiserslautern, přičemž město Kaiserslautern se nachází jihozápadně od křižovatky. V okolí se nachází ještě obce Enkenbach-Alsenborn a Mehlingen. Křižovatka se nachází v Sárské vrchovině jižně od Nehlingenského lesa.
Nejbližší větší města jsou Kaiserslautern (asi 1 km po dálnici A 6 na západ), Saarbrücken (asi 70 km po dálnici A 6 na západ), Ludwighafen am Rhein (asi 65 km po dálnici A 6 na východ) a Mainz (asi 81 km po dálnici A 63 na severovýchod).

## Popis
Autobahndreieck Kaiserslautern je mimoúrovňová křižovatka dálnice A 6 procházející západo-východním směrem (Saarbrücken – Mannheim – Nürnberg – Waidhaus) a dálnice A 63 procházející severovýchodo-jihozápadním směrem (Mainz – Alzey – Kaiserslautern). Současně po ní prochází i evropská silnice E50, a to západo-východním směrem. Na dálnici A 6 je křižovatka označena jako sjezd 16a a na dálnici A 61 je označena jako sjezd 15.
Autobahnkreuz Kaiserslautern je proveden jako mimoúrovňová křižovatka trojúhelníkového typu v neúplném provedení (tzv. rozštěpení) spojená s dálničním sjezdem. O neúplný trojúhelník se jedná proto, že zatímco ve směru od Saarbrückenu se od hlavního dálničního tahu na Mannheim odpojuje přímá rampa na dálnici A 63, tak ve směru od Mannheimu a ve směru od Mainzu lze pokračovat pouze na Saarbrücken (rampy Mannheim – Mainz chybí). Obě chybějící rampy však nahrazuje dálniční sjezd, který je součástí dálniční křižovatky a který tak lze pro spojení Mannheim – Mainz použít. Jedná se však o nepřímé propojení obou dálnic, neboť při použití tohoto dálničního sjezdu se na několik desítek metrů sjíždí mimo dálnice.

## Historie výstavby
Třebaže dálnice A 6 stála v místech dálniční křižovatky Kaiserslautern již od roku 1936, kdy byl zprovozněn úsek dálnice, tehdy ještě říšské dálnice, mezi obcí Wattenheim a městem Kaiserslautern (úsek končil západně od města Kaiserslautern), tak samotná dálniční křižovatka byla plánována nejdříve až v 60. letech 20. století, kdy bylo uvažováno přímé dálniční propojení měst Kaiserslautern a Mainz. Zprovozněna však byla až v roce 2004, a to spolu s posledním úsekem dálnice A 63 mezi obcí Sembach a dálniční křižovatkou Kaiserslautern.

## Dopravní zatížení
V průměru projede křižovatkou 40 600 vozidel denně.